# تمارا أفربوخ فريدلاندر
تمارا يوجينيا أفربوخ فريدلانر هي عالمة أحياء رياضية وعالمة صحة عامة عملت لدى مدرسة هارفرد للصحة العامة في مدينة بوسطن بولاية مساتشوستس. ركّزت أبحاثها ومؤلفاتها الأساسية على التفاعلات الاجتماعية الحيوية التي تسبب أو تسهم في انتشار الأمراض. يُعتقد أنها أول امرأة من كلية هارفرد ترفع دعوى ضد جامعة هارفرد بتهمة التمييز الجنسي، وتحصل على محاكمة أمام هيئة المحلفين.

## مطلع حياتها

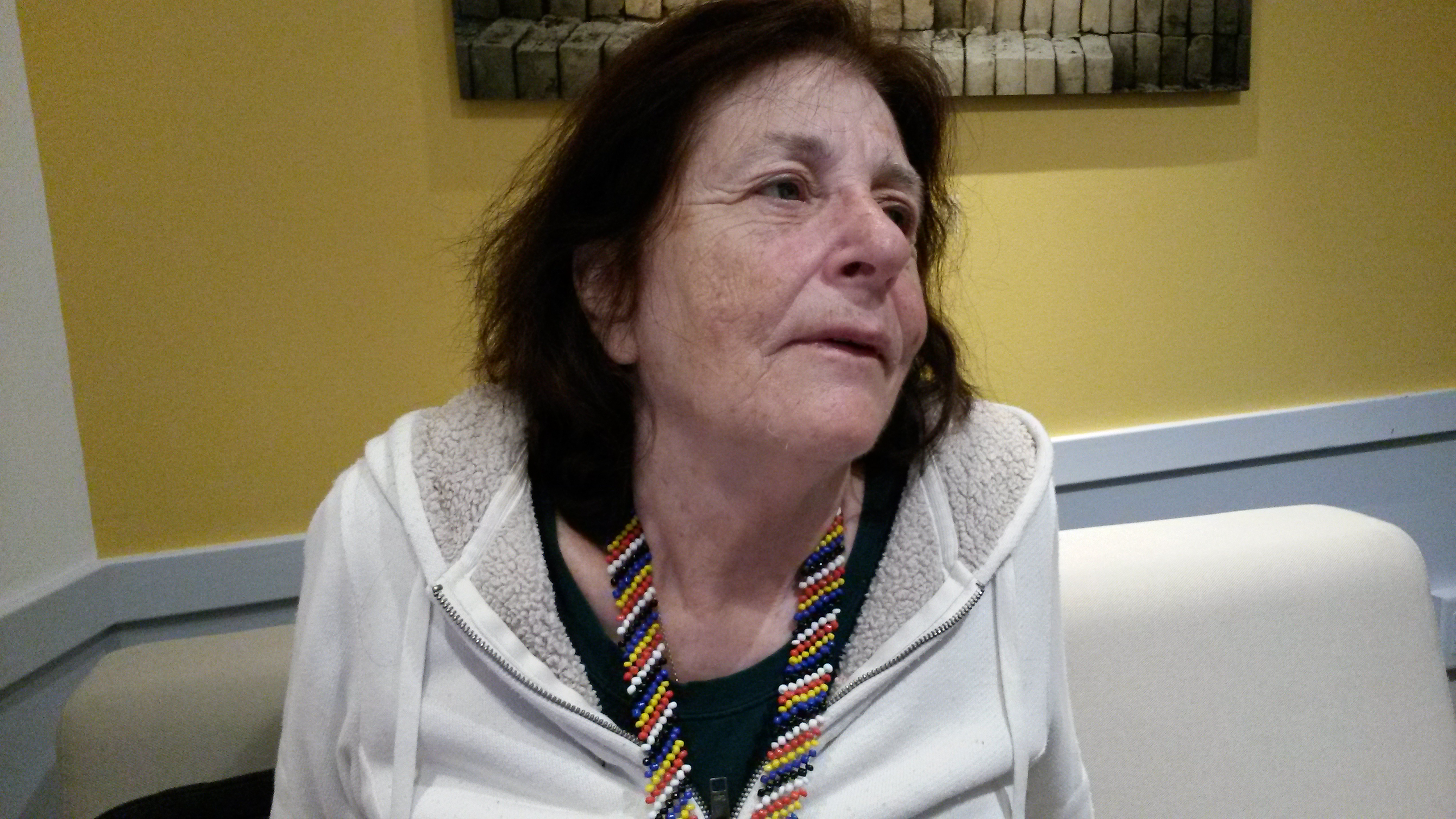
تمارا أوربوش-فريدلاندر

ولدت تمارا في الأوروغواي، وعاشت في بوينس آيريس في الأرجنتين حتى بلغت من العمر 12 عامًا، انتقلت حينها إلى إسرائيل مع عائلتها، حيث عاش أجدادها ووالداها هناك بعد فرارهم من ألمانيا النازية قبل بدء الهولوكوست. درست تمارا وحصلت على شهادتين من الجامعة العبرية في القدس. درست الكيمياء واختصت اختصاصًا فرعيًا في الكيمياء الحيوية، وأكملت درجة البكالوريوس عام 1965. وفي عام 1967، أكملت درجة الماجستير في العلوم بتخصص علم وظائف الأعضاء، ودرجة الماجستير في التعليم من الجامعة العبرية. حصلت على إقرار رسمي بشهادتها لتدريس الطلاب من المرحلة الثانوية في إسرائيل، حيث ألقت محاضرات هناك وظهرت في اللجان وورشات العمل، قامت بتلك النشاطات أيضًا في الولايات المتحدة ومناطق أخرى حول العالم. خدمت أيضًا لسنتين في الجيش الإسرائيلي.
في شهر أكتوبر من عام 1973، وبينما كانت تزور أصدقائها في الولايات المتحدة، عرض عليها معهد مساتشوستس للتكنولوجيا في كامبردج بولاية ماساتشوستس، فرصة عمل لدراسة العوامل الكيميائية المسرطنة في زراعة الأنسجة، ثم دراسة تقنية أخرى مطورة حديثًا. خلال تلك الفترة، عملت تمارا في مختبر لدراسة التسرطن في زراعة الأنسجة، ودرست برنامجًا واحدًا في كل فصل، وعاشت مقتصدة جدًا، فشاركت المسكن مع طلاب خريجين من معهد ماساتشوستس. في ربيع عام 1974، وأثناء دراستها برنامجًا في الفصل، بدأت دراسة الرياضيات، وتحديدًا الرياضيات والإحصاء. في صيف عام 1975، قُبلت تمارا في معهد ماساتشوستس للتكنولوجيا بصفتها طالبة بدوام كامل، وأكملت درجة الدكتوراه عام 1979 في التغذية وعلوم الغذاء. أصبحت مواطنة أمريكية واستقرت في الولايات المتحدة منذ تلك الفترة. أُعيد توظيفها عام 1983 في قسم الإحصاء الحيوي ضمن مدرسة هارفرد تي. إتش. تشان للصحة العامة، وكان مارفن زيلين رئيس القسم هو من طلب تعيينها. في عام 1993، بدأت تمارا مسيرة مهنية طويلة في قسم الصحة العالمية والسكان في مدرسة هارفرد تي. إتش. تشان للصحة العامة.
أنجبت تمارا طفلين في ثمانينيات القرن الماضي، هما داني وآري، اللذان وُلدا وتربيا في بلدة بروكلين بولاية ماساتشوستس. تتقن تمارا اللغات الإنجليزية والعبرية والإسبانية بطلاقة، وتستطيع قراءة وفهم الألمانية.

## تعليمها
- حصلت تمارا على شهادة بكالوريوس من الجامعة العبرية في إسرائيل.
- شهادة بكالوريوس في العلوم، اختصاص الكيمياء (اختصاص فرعي في الكيمياء الحيوية) عام 1965.
- شهادة ماجستير في العلوم، اختصاص الفسيولوجيا عام 1967.
- شهادة ماجستير في التعليم (موثقة وتصلح لتدريس الطلاب من المرحلة الثانوية) عام 1967.
- درجة الدكتوراه من معهد ماساتشوستس التقني، قسم التغذية وعلوم الغذاء، اختصاص الاستقلاب عام 1979.
- أطروحة: «المقايسة البيولوجية للانتشار في سبيل التحديد الكمي لتطفير المسرطنات الكيميائية» (دراسة نظرية لتحديد عتبة التراكيز الآمنة للمواد المضافة للأغذية).
- درجة ما بعد الدكتوراه من معهد ماساتشوستس التقني في علم الوراثة للخلايا الجسدية 1979–1981.

## مسيرتها المهنية
منذ مطلع هذا القرن، نظمت تمارا وأجرت أبحاثًا عن الحالات التي تقود إلى ظهور وبقاء وانتشار الأوبئة. يتمحور بحثها حول الأمراض المنقولة جنسيًا، مثل نقص المناعة المكتسب، والأمراض المحمولة بالنواقل مثل داء لايم وحمى الضنك وفيروس زيكا وحمى زيكا. أجرت تمارا بحثًا في الآونة الأخيرة عن انتشار وهيمنة داء الكَلَب وفقًا لتحليل تاريخي بيئي. يُعتبر عملها متعدد الاختصاصات، وشارك علماء دوليون وأعضاء من أقسام مختلفة في معهد ماساتشوستس للتكنولوجيا ومدرسة هارفرد في تأليف بعضٍ من مؤلفاتها.
قادت بعض النماذج الرياضية التحليلية التي وضعتها إلى اكتشافات أساسية في علم الأوبئة، فعلى سبيل المثال، اكتشفت أن الذبذات هي سمة جوهرية للأمراض المنقولة بالقراد. عرضت تمارا أعمالها في العديد من المؤتمرات الدولية وفي معهد إسحاق نيوتن لعلوم الرياضيات في كامبردج بإنجلترا، حيث دُعيت للمشاركة في برنامجٍ متعلق بنماذج الأوبئة.
تمارا أفربوخ فريدلاندر هي عضو مؤسس لمجموعة عمل الأمراض المنبعثة والجديدة. لذا كانت مسؤولة عن تنظيم مؤتمر في وودز هول في ماساتشوستس، عن ظهور ومعاودة ظهور الأمراض، حيث قادت ورشة العمل مستخدمة النمذجة الرياضية. بالإضافة لذلك، أسست تمارا تعاونات دولية، كالذي أسسته مع علماء إسرائيليين بخصوص ظهور أمراضٍ معدية في الشرق الأوسط، ومع علماء كوبيين بخصوص الأمراض المعدية التي تنتقل بين النباتات وتطوير المنهجيات العامة، ومع علماء برازيليين لتطوير مبادئ إرشادية للمراقبة والتصنت الفعالين. كانت بعض أوراقها البحثية نتيجة التعاون مع طلاب حضروا دروس النمذجة الرياضية في البيولوجيا، والتي وُجه جزء كبير منها نحو الأمراض المعدية. اهتمت تمارا بالصحة العامة والتعليم، وطوّرت برمجيات تعليمية لمدارس المراهقين الثانوية، ترتكز تلك البرمجيات على النماذج المستخدمة لتحديد خطر إصابة فردٍ ما بمرض نقص المناعة المكتسب إن كان يملك سلوكًا جنسيًا خطرًا. ساعدت تلك النماذج الشباب المعرضين للخطر، والآباء والمعلمين والباحثين في مجال الصحة العامة على استكشاف كيفية تأثير التغييرات في السلوك الجنسي على احتمال الإصابة بمرض العوز المناعي المكتسب.

### دعوى التمييز الجنسي ضد هارفرد
بالرغم من ادعاء العالمة الأمريكية ثيدا سكوكبول تعرضها لانحياز جندري عندما حُرمت من التثبيت الوظيفي في بدايات عام 1980، لكن تمارا أفربوخ فريدلاند هي أول امرأة عضو في كلية هارفرد ترفع دعوى ضد جامعة هارفرد بتهمة التمييز الجنسي. شجعها ريتشارد ليفينز ومارفن زيلين، وهما مدرساها والمشرفان عليها، على طلب مليون دولار تقريبًا تعويضًا عن الخسائر في المرتب والفوائد، والترقية في مدرسة هارفرد للصحة العامة. وادعت أن «فاينبرغ رفض ترقيتها لمنصب التثبيت الوظيفي لأنها امرأة، بالرغم من التوصيات الإيجابية للجنة انتقاء التعيينات وإعادة التعيينات في مدرسة هارفرد للصحة العامة». من عام 1998 وحتى 2007، وبشكل متقطع، حصلت قضية التمييز الجندري على تغطية إعلامية من طرف «هارفرد كيرمزون» (وسيلة إعلام في حرم الجامعة) والبوسطن غلوب (وسيلة إعلام محلية) ومجلة «ساينس» (وسيلة إعلامية علمية احترافية مطبوعة». وثقت «ساينس» تطورات قضية التمييز الجنسي في قسم «أخبار الأسبوع: نساء العلوم». كان أساس قضية التمييز الجنسي هو حرمانها من التثبيت الوظيفي من طرف جامعة هارفرد، بالرغم من إنجازاتها البارزة في مجالات المعرفة والرياضيات الحيوية وعلم الأوبئة والإحصاء البيولوجي والصحة العامة. ادعت الجامعة أن لا مناصب وظيفية مثبتة متاحة في قسمها الجديد، بعدما أُعيد تعيينها من قسم إلى آخر.